# Verborgen gebreken (boek)
Verborgen gebreken is een psychologische roman de Nederlandse schrijfster Renate Dorrestein, uitgegeven in 1996. Het boek was een bestseller.
In 2004 werd het boek verfilmd.

## Verhaal
Het verhaal speelt zich af in het Schotse hoogland. Agnes Stam is een bejaarde vrouw, die naar het vakantiehuis van haar familie gaat, met de as van haar overleden broer.
Het 10-jarige meisje Chris en haar jongere broertje Tommy zijn met hun ouders en oudere broer op vakantie in Schotland. Ze zijn op de vlucht omdat Chris haar oudere broer in het water heeft geduwd (naar later blijkt is hij verdronken). Die oudere broer genaamd Waldo, heeft zowel Christine als Tommy misbruikt.
Agnes biedt Chrissie en Tommy onderdak, en ziet op hun verzoek af van het waarschuwen van de politie.
Tot verdriet van Agnes wil haar familie het vakantiehuis verhuren, zodat zij eruit moet, terwijl ze er juist permanent wil gaan wonen. Om Agnes te helpen richt Chrissie een geweer op de makelaar om hem weg te jagen. Ze schiet hem echter per ongeluk dood. Bovendien richten Chrissie en Tommy vernielingen aan om de woning onaantrekkelijk te maken voor huurders. Agnes maakt het geweer schoon om Chrissies vingerafdrukken te verwijderen, en stuurt de kinderen naar het hotel waar hun ongeruste ouders verblijven. Agnes blijft in slechte gezondheid in de ravage achter, ook nog eens zonder haar kunstoog: dat hebben de kinderen meegenomen.